# خاک‌پوش
خاک‌پوش یا مالچ (به انگلیسی: mulch) را می‌توان پوشش نازِنده نامید که برای هدف‌هایی مانند تثبیت شن‌های روان در اراضی بیابانی استفاده می‌شود. اصولاً در علوم جنگل خاکپوش به معنی پوشش سبک و نرم سطح خاک است که باعث حذف یا کاهش رقابت گیاهان علفی رقیب، مهاجم و ناخواسته می‌شود.
در کشاورزی کاربرد خاک‌پوش به این شکل است که سطح خاک را با لایه‌ای از کاه، خاک‌اره، برگ، ورقهٔ پلاستیکی، خاک سست و… می‌پوشانند تا خاک یا ریشهٔ گیاهان کاشته‌شده از آسیب باران، سله‌بندی، یخبندان، تبخیر و فرسایش محافظت شود.
استفاده از مالچ بعنوان یک نوع پوشش مناسب برای خاک اطراف درختان یا فضای سبز باعث جلوگیری از تبخیر آب در اعماق و سطح زمین می شود ، این کار برای آن است که از مصرف بی رویه آب جلوگیری شود تا آب زیادی، برای باغات و فضای سبز هدر نرود. 
مالچ ممکن است طبیعی یا مصنوعی باشد.
- خاک‌پوش طبیعی، از جمله مالچ‌های طبیعی می‌توان به لاش‌برگ، بقایای گیاهی مثل گیاهان علفی بریده‌شده، کاه، خاک‌اره و برگ یا پوست گیاهان اشاره کرد.[۶][۷]
- خاک‌پوش مصنوعی، از جمله مالچ‌های مصنوعی که معمولاً دوام بیشتری دارند، می‌توان به مادهٔ چسبندهٔ گرفته‌شده از مواد نفتی،[۵] پوشش‌های ساخته‌شده از سلوفان[۸] (مادهٔ پلاستیکی با پایهٔ گیاهی)، پشم‌شیشه، فویل فلزی، کاغذ، خرده لاستیک، پلاستیک یا فیبر اشاره کرد.[۹]

## نگارخانه

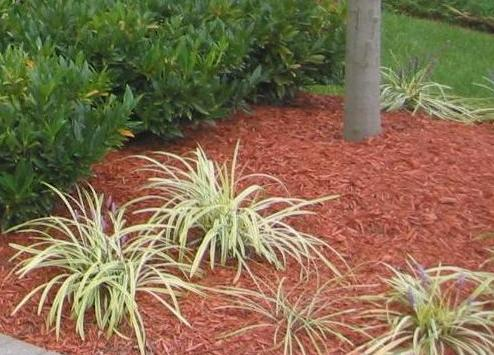
خاک‌پوش خاک‌اره و چوب رنده‌شده. این مالچ‌ها معمولاً برای زیباتر شدن رنگ می‌شوند.
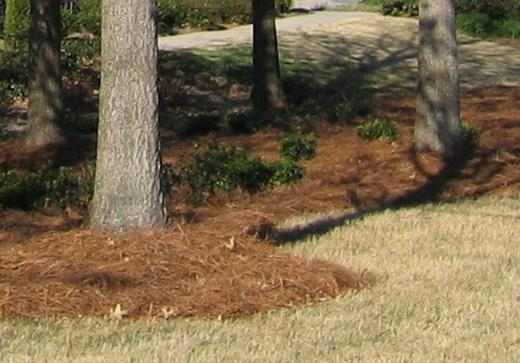
برگ‌های سوزنی کاج به‌عنوان خاک‌پوش
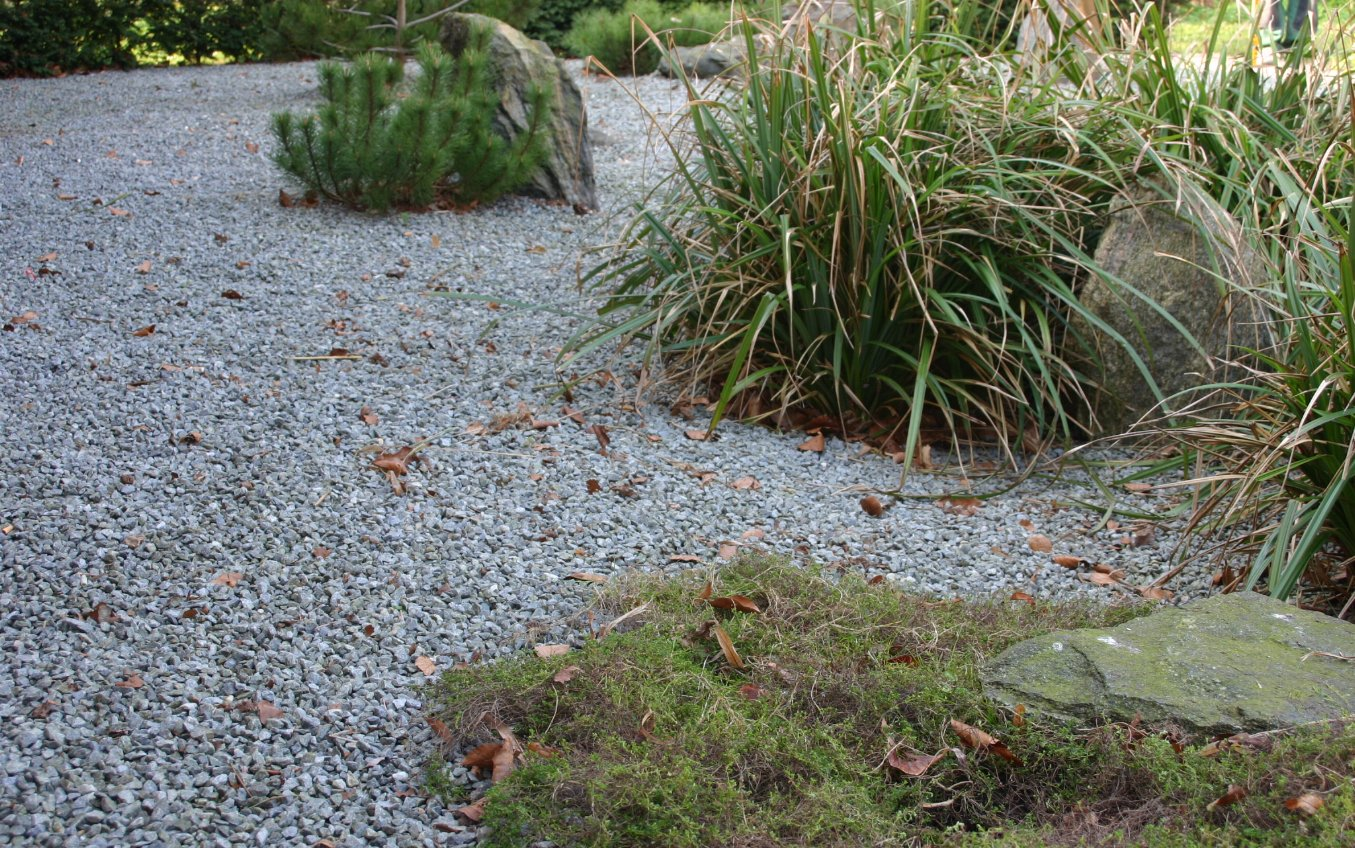
مالچ سنگ‌ریزه
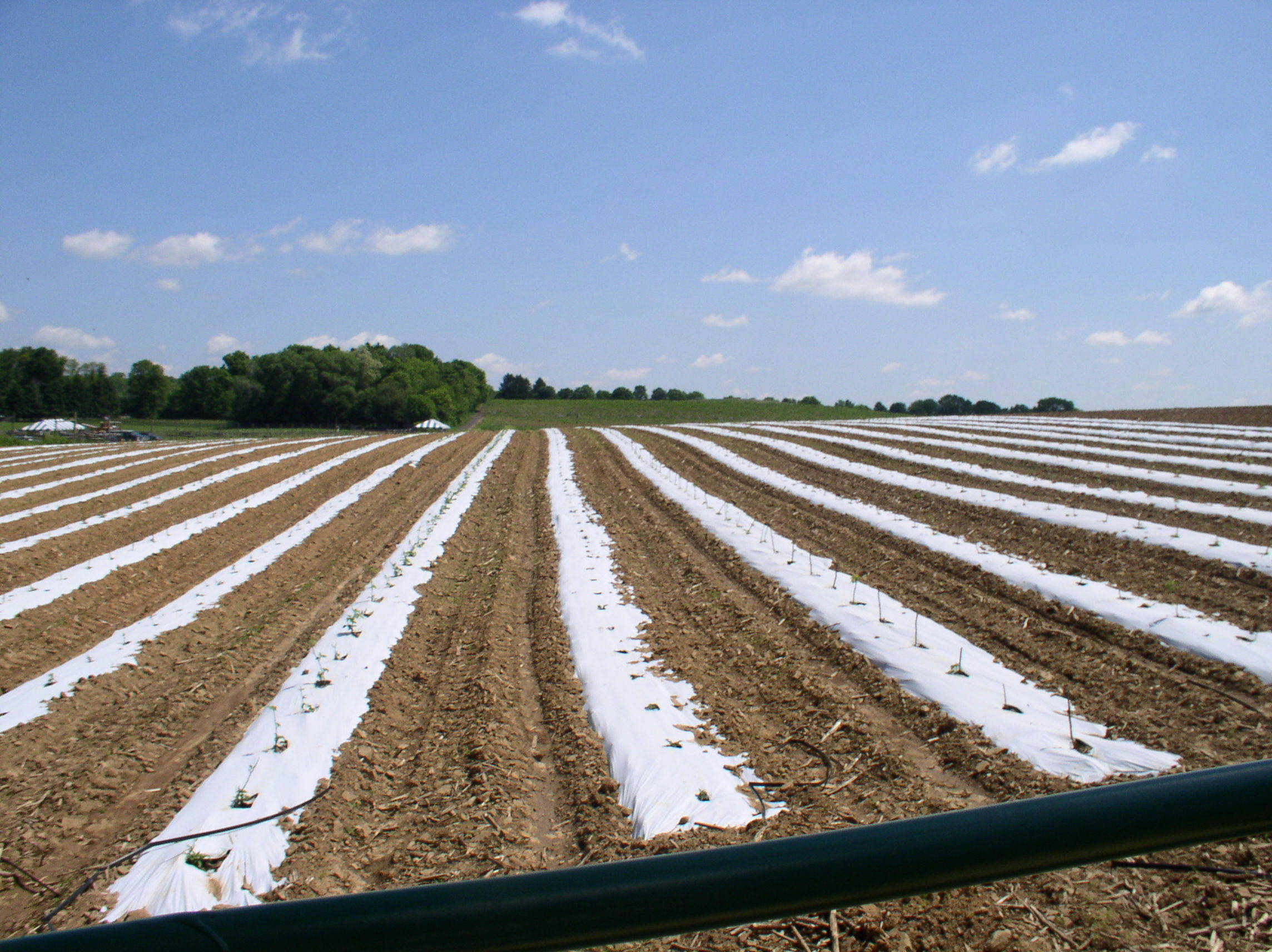
مالچ پلاستیکی برای پوشاندن بستر سبزیجات و حفاظت از منابع آب